# 謝花昇

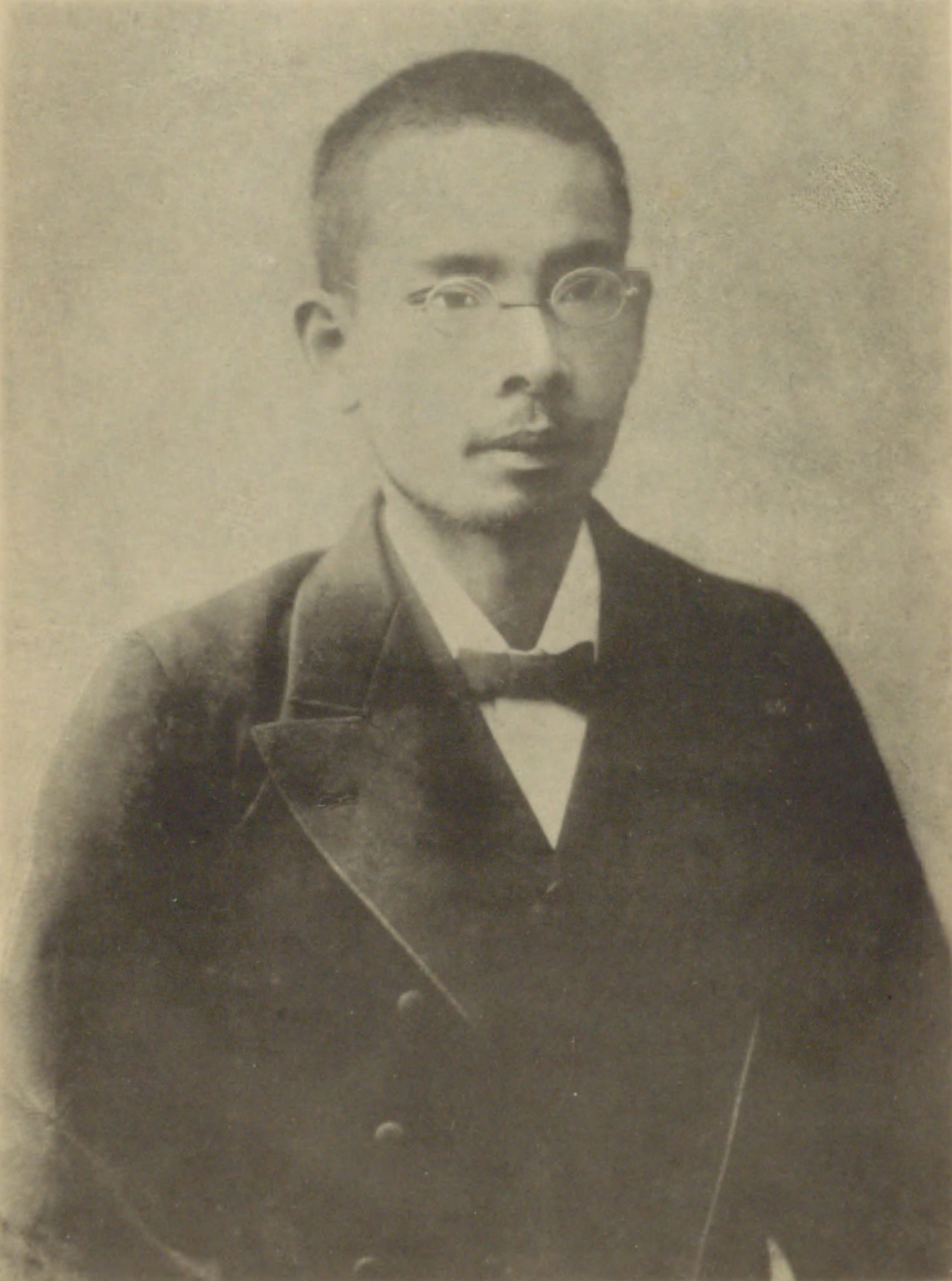
謝花昇

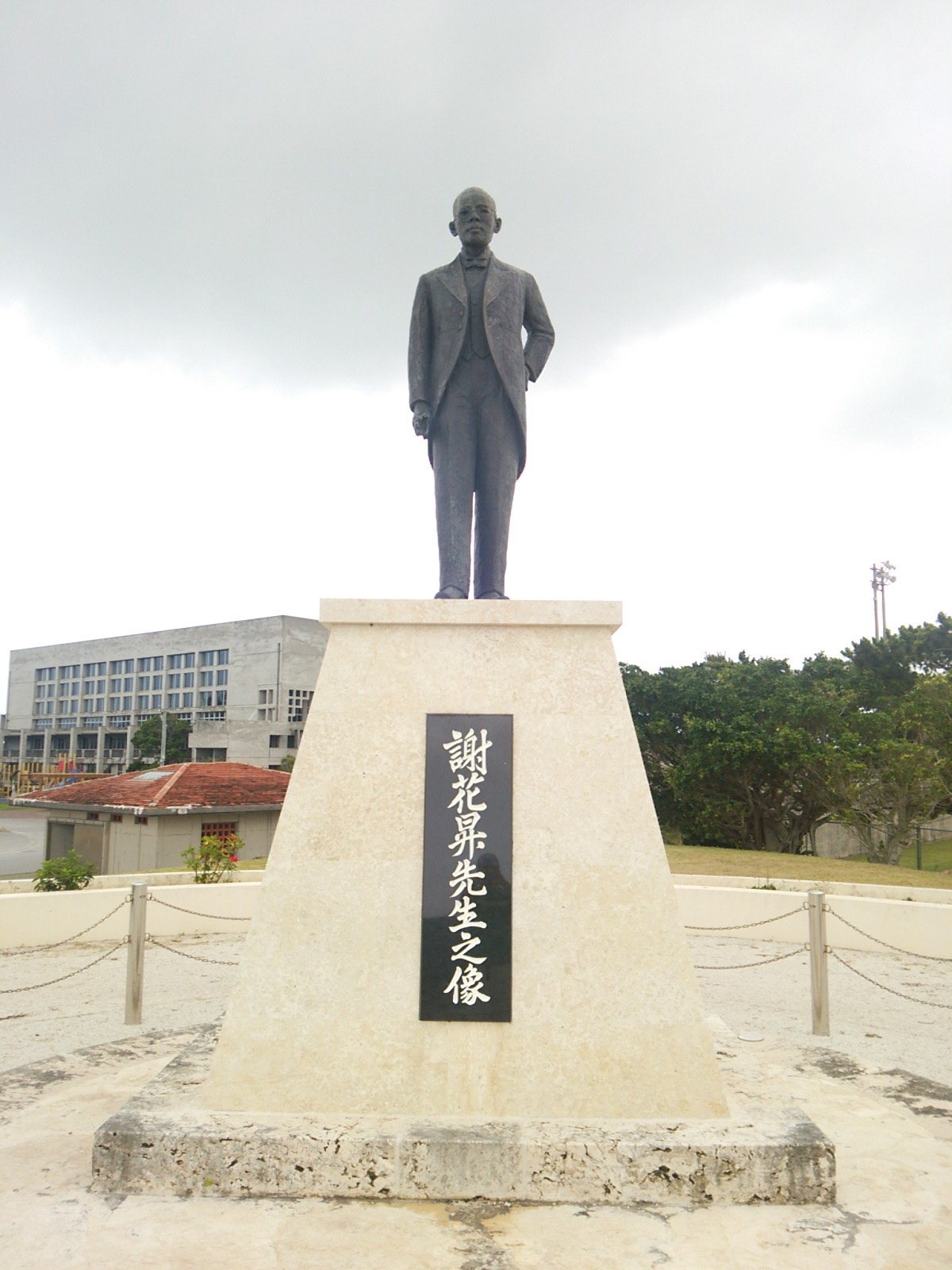
東風平運動公園内にある謝花昇先生之像

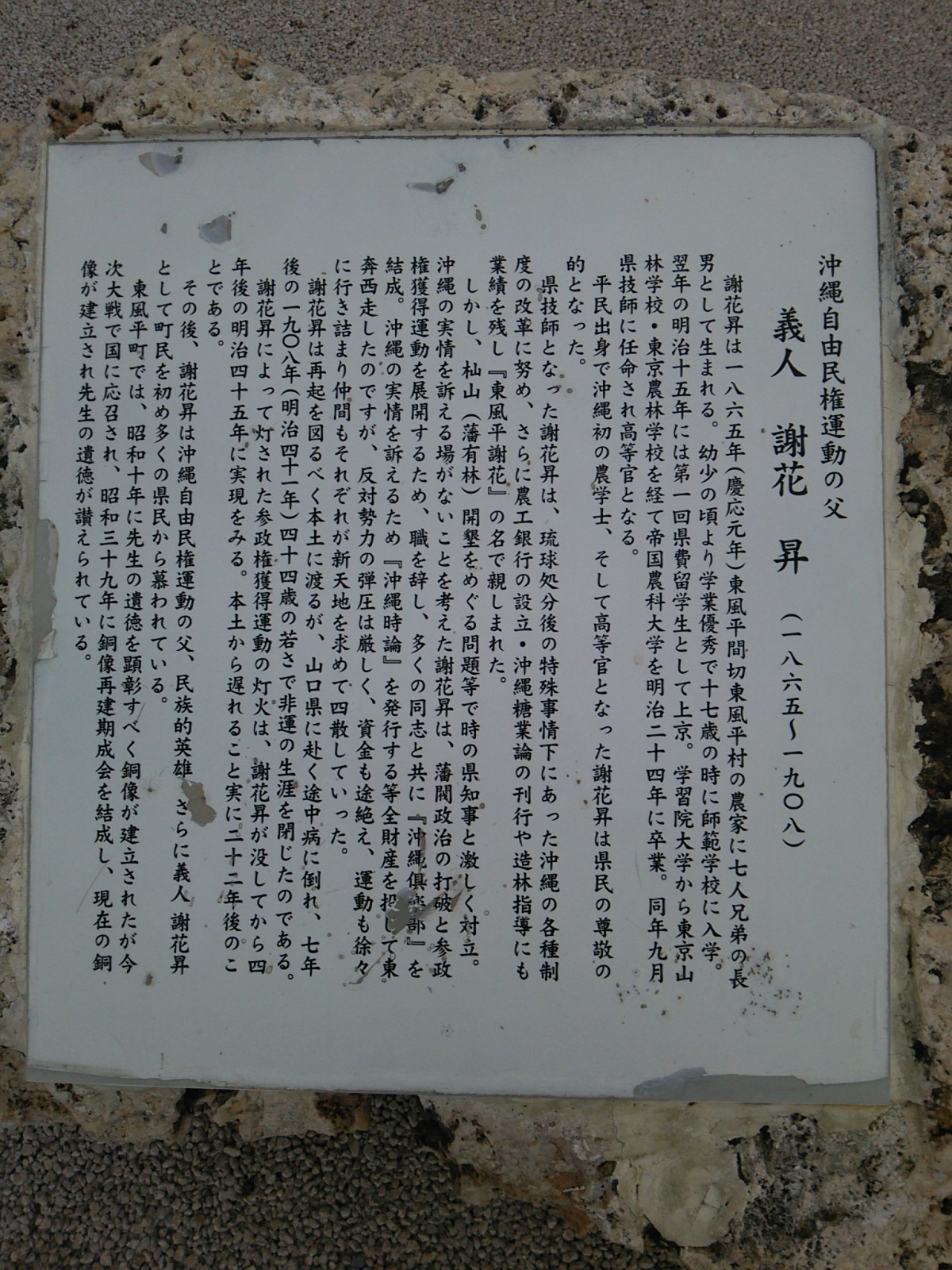
謝花昇先生之像の碑文

謝花 昇（じゃはな のぼる、旧暦尚泰18年9月28日〈1865年11月16日〉 - 明治41年〈1908年〉10月29日）は、沖縄の社会運動家、自由民権運動家。帝国大学農科大学（現在の東京大学農学部）卒業。沖縄県初の農学士。東風平村（現：八重瀬町）出身。

## 来歴
東風平間切（現在の八重瀬町）の農家の出身。1882年（明治15年）に第1回県費留学生として上京し、学習院中等科に入学。中江兆民の教えを受ける。1885年（明治18年）から東京山林学校で学び、1891年（明治24年）に帝国大学農科大学を卒業。沖縄初の農学士となった。
卒業後、鹿児島県等の県外出身者が多数を占めていた沖縄県庁に技師として入り、沖縄の農政改革に務める。1892年（明治25年）に奈良原繁が知事として赴任すると、1893年（明治26年）12月に土地調査委員に任命された謝花は、旧特権階級や支配層を優遇する杣山開墾を巡る「杣山問題」で奈良原と対立。謝花は、1894年（明治27年）9月に開墾主任を解任され、1898年（明治31年）に県庁を退職した。
県庁を辞した謝花は、その年夏に上京し、自由民権運動の主導者で当時内務大臣であった板垣退助に面会して奈良原の更迭を求め、内諾を得る。しかし、第1次大隈内閣（隈板内閣）が同年11月に倒れたため、約束が果たされることはなかった。翌1899年（明治32年）に當山久三らと沖縄倶楽部を結成し、県政批判、土地整理問題、参政権獲得の三点を中心に活動を展開したが、農工銀行の役員選挙で敗れ、挫折した。謝花は沖縄倶楽部での活動によって全財産を失い、職を求めて東京に移る。
1901年（明治34年）5月、山口県大津郡の農事試験場に職を得て新しい任地へ向かう途中、神戸駅で精神に異常をきたして突如発狂し、東風平に連れ戻されるが、「生ける屍」から回復することなく7年間衆目にさらされ、とうとう1908年（明治41年）、43歳の時に死去した。遺骨の頭蓋骨にはひびが入っていたともされる等、死因は不明で、かつて東風平町による調査が実施された。
なお、謝花は琉球王国復活を掲げて運動する勢力とは一線を画しており、公同会運動についても厳しく批判していた。